# Érico Nogueira
Érico Nogueira (Bragança Paulista, 1979) é um poeta e tradutor brasileiro. Premiado com o Prêmio Minas Gerais de Literatura, Nogueira é professor de língua e literatura latinas na Universidade Federal de São Paulo (UNIFESP).

## Biografia
Doutor em Letras Clássicas pela Universidade de São Paulo (USP) com tese sobre a poesia de Teócrito, Érico foi matéria-capa da The Warwick Review em 2014 e finalista do Prêmio São Paulo de Literatura por Contra o Bicho da Terra tão Pequeno (2018). Pesquisador visitante no Corpus Christi College da Universidade de Oxford (2019-2021), onde traduziu e anotou as Odi Barbare de Geoffrey Hill, também foi finalista do Prêmio Jabuti em duas ocasiões, por Poesia Bovina (2014) e Dois (2010). Venceu ainda a primeira edição do Prêmio Governo de Minas Gerais de Literatura por O Livro de Scardanelli (2008).
A poesia de Nogueira é marcada pelo apuro formal e a renovação das técnicas clássicas da poesia. Ele vem sendo apontado por alguns críticos como um dos mais importantes poetas brasileiros em atividade.
De 2021 a 2022, foi curador da Revista Poesia Sempre, da Fundação Biblioteca Nacional.
Entre 2022 e 2023, foi TORCH Global South Professor e Visiting Fellow do All Souls College da Universidade de Oxford.